# Agenda (Kansas)
Agenda è un comune degli Stati Uniti d'America, situato nello Stato del Kansas, nella Contea di Republic.